# Gilbert Newton Lewis
Gilbert Newton Lewis, född 23 oktober 1875, död 23 mars 1946, var en amerikansk fysikalisk kemist. Han är känd för Lewisstrukturer (1902), artikeln "The Atom and the Molecule" från 1916 där han lägger grunden till den moderna valensbindningsteorin, och läroboken Thermodynamics and the Free Energy of Chemical Substances från 1923, som han skrev tillsammans med Merle Randall, och är en av de första böckerna om kemisk termodynamik. Han myntade termen "foton" 1926 för att beskriva den minsta enheten strålningsenergi (ett ljuskvantum).

## Tidig karriär
Efter att ha erhållit en doktorsgrad från Harvard fortsatte han som lärare i ett år. Därefter erhöll han ett resestipendium, och studerade hos Wilhelm Ostwald och Walther Nernst. Han återvände till Harvard som lärare i ytterligare tre år innan han blev superintendent för mått och vikt vid byrån för naturvetenskap på Filippinerna i Manila 1904. Året därpå återvände han till Cambridge när Massachusetts Institute of Technology (MIT) anställde honom. På MIT arbetade han i en grupp fysikalkemister som leddes av Arthur Amos Noyes. Han steg snabbt i graderna, och blev forskarassistent (assistant professor) 1907, adjungerad professor (associate professor) 1908 och professor 1911.
Lewis publicerade sin första artikel om relativitetsteori 1908, som skulle följas av flera. I artikeln härledde han förhållandet mellan massa och energi på ett annat sätt än Albert Einstein. Han introducerade också det termodynamiska konceptet fugacitet i en artikel, "The osmotic pressure of concentrated solutions, and the laws of the perfect solution" samma år.
Han lämnade MIT för att bli professor i kemi och dekan för Berkeley College of Chemistry vid University of California 1912. Samma år gifte han sig med Mary Hinckley Sheldon, som var dotter till en Harvardprofessor i romanska språk. De fick två söner, som båda blev kemiprofessorer, och en dotter. Året därpå blev han invald i National Academy of Sciences, som han skulle att komma att lämna 1934 efter en intern dispyt.

## Kemiska upptäckter
Lewis beskrev en kovalent bindning som ett elektronpar som delas mellan två molekyler 1916. I samband med detta definierade han en udda molekyl som en molekyl med ett udda antal elektroner, så att en elektron inte ingår i ett elektronpar. Hans beskrivning av kemiska bindningar vidareutvecklades av Irving Langmuir och inspirerade Linus Pauling. År 1916 publicerade han också den beskrivning av molekyler och deras ingående bindningar som skulle bli känd som Lewisstrukturer, samt den kubiska atommodellen. Han skrev senare om kemisk bindning i boken Valence and the structure of atoms and molecules, som gavs ut 1923.
Genom att studera de magnetiska egenskaperna hos lösningar av syre (O2) i flytande kväve (N2) kom han 1919 fram till att O4-molekyler bildades. Det var första gången som fyratomiga syremolekylers existens kunde visas.
Lewis formulerade elektronparteorin om syra–bas-reaktioner 1923. I hans teori beskrivs syror som elektronparmottagare och baser som elektronpargivare. Denna beskrivning var mer generell än tidigare beskrivningar av syror och baser; syror och baser enligt Lewis definitioner kallas idag Lewissyror och Lewisbaser.
Efter Josiah Willard Gibbs arbete var det känt att kemiska reaktioner gick till en jämvikt som bestämdes av den fria energin hos de deltagande substanserna. Lewis arbetade i 25 år med att bestämma olika ämnens fria energier, och publicerade tillsammans med Merle Randall resultaten 1923. De hjälpte till att formalisera den moderna kemiska termodynamiken. Lewis tilldelades Willard Gibbs-priset 1924.
Lewis myntade termen "foton" 1926 för att beskriva den minsta enheten av strålningsenergi.
Han var den förste som framställde ett rent prov av deuteriumoxid (tungt vatten) 1933. Genom att accelerera deuteroner (deuteriumkärnor) i Ernest Lawrences cyklotron kunde han studera många egenskaper hos atomkärnor. Under 1930-talet var han handledare åt Glenn T. Seaborg, som sedan fortsatte som Lewis postdok. Seaborg fick sedermera Nobelpriset i kemi 1951 och fick grundämnet seaborgium uppkallat efter sig.
Lewis invaldes 1929 som utländsk ledamot av Kungliga Vetenskapsakademien.
Under sina sista levnadsår fastställde Lewis att organiska molekylers fosforescens involverar ett exciterat triplettillstånd (ett tillstånd där elektroner som vanligtvis har motsatta spinn i stället får parallella sådana) och mätte de magnetiska egenskaperna hos detta tillstånd.

## Död och eftermäle
Lewis avled av en hjärtattack vid 70 års ålder när han arbetade i sitt laboratorium i Berkeley. Han hade arbetat med ett experiment med flytande cyanväte, och giftiga ångor från en brusten ledning läckte in i laboratoriet.
Lewis Hall vid Berkeley, som byggdes 1948, namngavs efter honom.